# Wasserkapelle (Tulln)

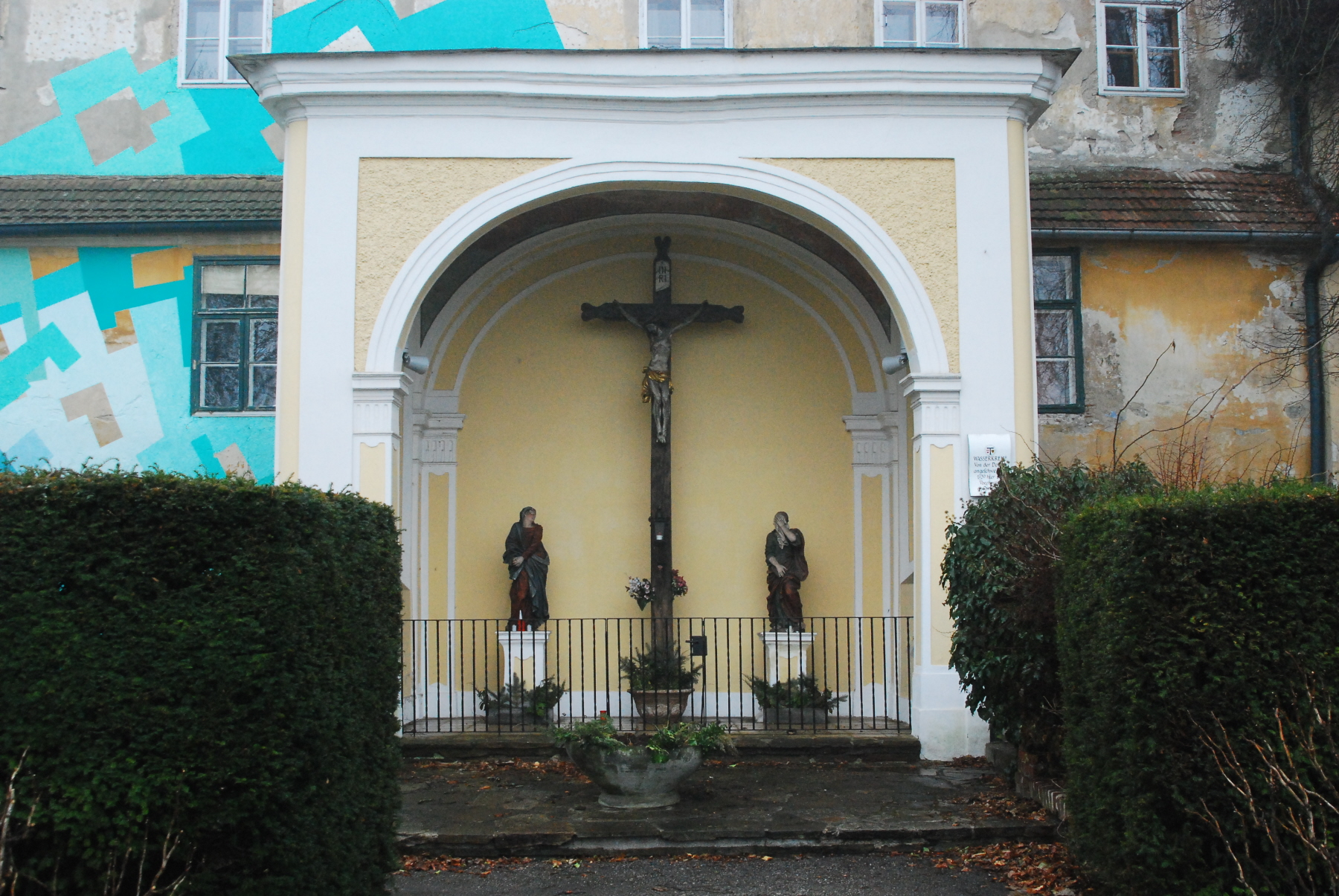
Wasserkapelle mit Wasserkreuz

Die Wasserkapelle an der Donaulände in Tulln an der Donau in Niederösterreich ist eine dem heiligen Johannes Nepomuk geweihte Kapelle. Sie steht unter Denkmalschutz (Listeneintrag).

## Geschichte
Ein bei einem Hochwasser der Donau angeschwemmtes Kruzifix wurde am 21. Februar 1729 beim Wassertor zur Verehrung aufgestellt. Ein Jahr später wurde zu seinem Schutz ein Kapellenbau errichtet und dem heiligen Johannes Nepomuk geweiht.
Die Statuen der heiligen Johannes Nepomuk und Karl Borromäus wurden später von ihrem ursprünglichen Aufstellungsort entfernt und vor der Pfarrkirche Sankt Stephan aufgestellt.
Die spätbarocke Wasserkapelle ist alljährlich Standort eines Außenaltars bei der Fronleichnamsprozession sowie Schauplatz der Allerheiligen-Gedächtnisfeierlichkeiten für in der Donau ertrunkene Personen.

## Beschreibung
Die Wasserkapelle, mit einem Rundbogen zur Donau geöffnet, ist an die Rückseite eines Hauses in der Wassergasse angebaut. Die Fassade ist mit Pilastern gegliedert. Im Inneren sind am Platzlgewölbe die Heilige Dreifaltigkeit und die Arma Christi dargestellt. Das Kruzifix wird von aus Holz geschnitzten und auf Postamenten stehenden Statuen der Heiligen Maria und Johannes flankiert.